# Роздільне (Самбірський район)
Роздільне — село в Україні, у Рудківській міській територіальній громаді Самбірського району Львівської області. Населення становить 437 осіб (2001). Колишня назва — Розділовичі.

## Географія
Село Роздільне розташоване в Придністровській низовині Передкарпаття на відстані 56 км від обласного центру (Львів) та 22 км від районного центру (Самбір).

## Відомі люди
- Мариняк Богдан — професор машинобудування, винахідник.